# Santa Caterina (Venedig)

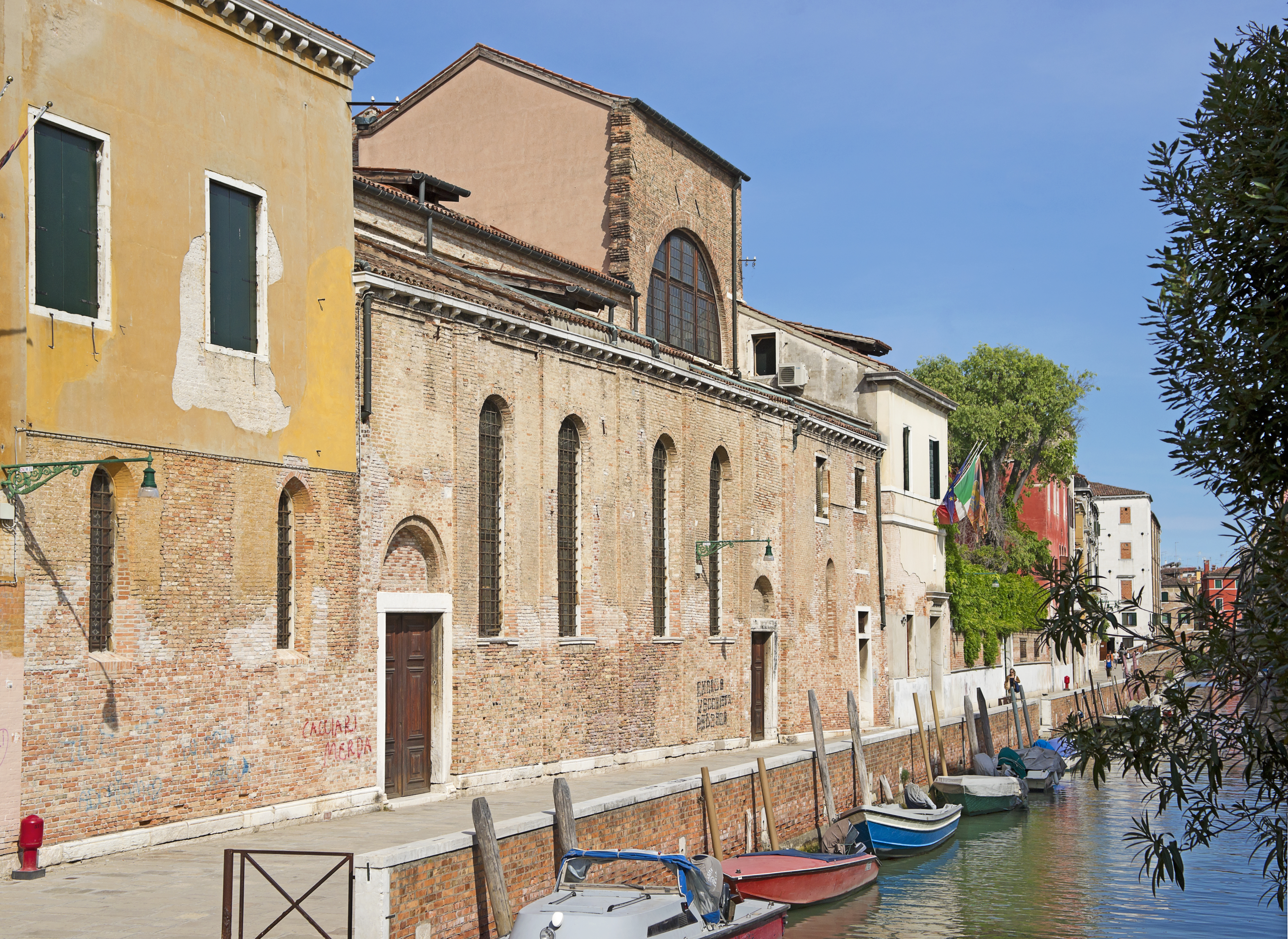
Die Fassade der Kirche an den Fondamenta Santa Caterina bzw. dem gleichnamigen Kanal (Rio); der Komplex erstreckt sich rückseitig der Kirche und gehört zum Liceo Classico Marco Foscarini

Als Santa Caterina oder Chiesa di Santa Caterina wird eine Kirche im venezianischen Sestiere Cannaregio bezeichnet, die sich an den Fondamenta Ormesini erhebt; sie ist nicht mit der gleichnamigen Kirche auf Mazzorbo zu verwechseln, die 1291 geweiht wurde. Das Bauwerk in Cannaregio, das im heutigen Zustand von Augustinerinnen errichtet wurde und der hl. Katharina von Alexandria geweiht war, geht auf die Sackbrüder zurück, die mit der Errichtung der Kirche im 13. Jahrhundert begannen. Heute wird das Gebäude nicht mehr als Kirche genutzt, sondern für Ausstellungen und Veranstaltungen.

## Geschichte
Begonnen wurde das Bauwerk auf dem zu dieser Zeit noch sumpfigen Untergrund von den Sackbrüdern, die sich in Italien Ordine della Penitenza di Gesù Cristo nannten, Anfang des 13. Jahrhunderts. Dieser Orden war der erste Bettelorden, der in Venedig Aufnahme fand. Noch vor Fertigstellung der Kirche wurde der Orden jedoch 1274 aufgehoben.

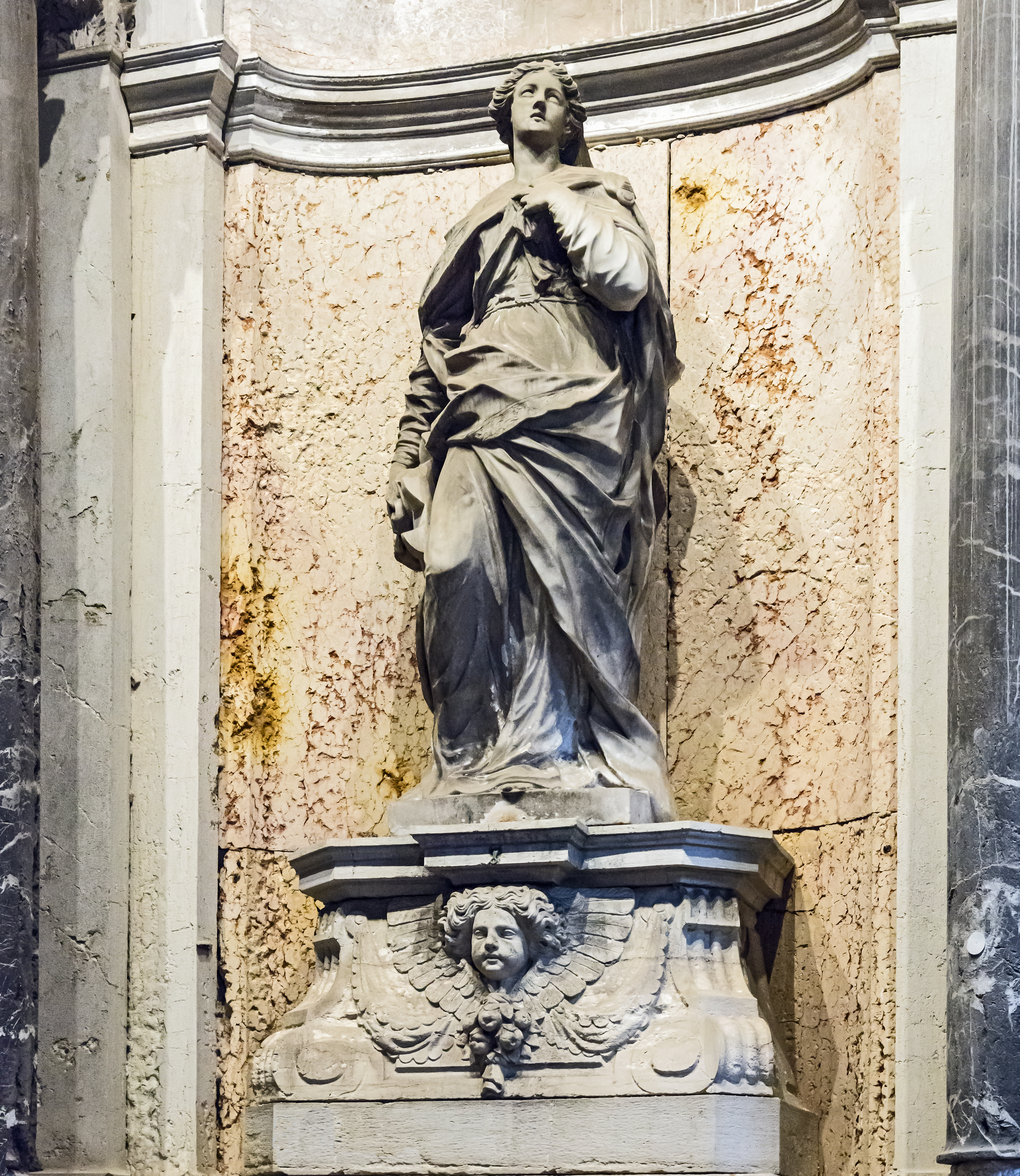
Statue der hl. Katharina von Alexandria

Das unfertige Bauwerk hatte in der Folgezeit verschiedene Besitzer, darunter einen vermögenden Händler, der es Botolotta Giustinian schenkte, die es ihrerseits einer Gruppe von Augustiner-Nonnen überantwortete. Ab 1307 erschien der Doge zur jährlichen Festa dei Dotti am 25. November in der Kirche. 
Das Kloster nahm praktisch nur Adlige auf und wurde etwa von den Contarini bevorzugt. In Santa Caterina stammte 1616 nur eine einzige unter den 100 Nonnen aus nichtadligem Haus. Allein 14 Angehörige der Contarini lebten im Kloster. 1815 wurde das Kloster unter Napoleon aufgelöst und Tizians Erzengel Raphael und Tobias kam in die Gallerie dell’Accademia.
Nachdem das Bauwerk jahrzehntelang ungenutzt geblieben war, wurde es 1961 erneut geweiht, doch 1979 zerstörte ein Feuer die Kirche einschließlich zahlreicher Kunstwerke. Gerettet wurde dabei das wohl bedeutendste Werk, der Sposalizio di S. Caterina, der in den Gallerie dell’Accademia aufbewahrt wird. Drei weitere Werke, nämlich der Tintoretto-Zyklus Vita di Santa Caterina von etwa 1585, dann die Altartafel von Paolo Veronese Nozze di santa Caterina, schließlich La madre di santa Caterina consulta i saggi per le nozze della figlia von Jacopo Palma d. J., sind gleichfalls erhalten geblieben. Sie befinden sich jedoch ebenfalls nicht mehr in Santa Caterina, sondern im Patriarchenpalast.